# Bezange-la-Petite
Bezange-la-Petite é uma comuna francesa na região administrativa de Grande Leste, no departamento de Mosela. Estende-se por uma área de 7,93 km². Em 2010 a comuna tinha 97 habitantes (densidade: 12,2 hab./km²).